# La Harpe (Illinois)
La Harpe é uma cidade localizada no estado americano de Illinois, no Condado de Hancock.

## Demografia
Segundo o censo americano de 2000, a sua população era de 1385 habitantes.
Em 2006, foi estimada uma população de 1318, um decréscimo de 67 (-4.8%).

## Geografia
De acordo com o United States Census Bureau tem uma área de
3,5 km², dos quais 3,5 km² cobertos por terra e 0,0 km² cobertos por água. La Harpe localiza-se a aproximadamente 213 m acima do nível do mar.

## Localidades na vizinhança
O diagrama seguinte representa as localidades num raio de 20 km ao redor de La Harpe.